# Ćmielów (gemeente)
De gemeente Ćmielów is een stad- en landgemeente in het Poolse woiwodschap Święty Krzyż, in powiat Ostrowiecki.
De zetel van de gemeente is in Ćmielów.
Op 30 juni 2004 telde de gemeente 7942 inwoners.

## Oppervlakte gegevens
In 2002 bedroeg de totale oppervlakte van gemeente Ćmielów 117,7 km², waarvan:
- agrarisch gebied: 63%
- bossen: 31%

De gemeente beslaat 19,1% van de totale oppervlakte van de powiat.

## Demografie
Stand op 30 juni 2004:
| Omschrijving                   | Totaal | Totaal | Vrouwen | Vrouwen | Mannen | Mannen |
| ------------------------------ | ------ | ------ | ------- | ------- | ------ | ------ |
| eenheid                        | aantal | %      | aantal  | %       | aantal | %      |
| inwoners                       | 7942   | 100    | 4068    | 51,2    | 3874   | 48,8   |
| bevolkingsdichtheid (inw./km²) | 67,5   | 67,5   | 34,6    | 34,6    | 32,9   | 32,9   |

In 2002 bedroeg het gemiddelde inkomen per inwoner 1182,66 zł.

## Aangrenzende gemeenten
Bałtów, Bodzechów, Opatów, Ożarów, Sadowie, Tarłów, Wojciechowice